# ديفيد إيرل (ملحن)
ديفيد إيرل (بالإنجليزية: David Earl)‏ هو ملحن وعازف بيانو جنوب أفريقي، ولد في 1951 في ستيلينبوش في جنوب أفريقيا.

## وصلات خارجية
- الموقع الرسمي
- ديفيد إيرل على موقع IMDb (الإنجليزية)
- ديفيد إيرل على موقع ميوزك برينز (الإنجليزية)
- ديفيد إيرل على موقع قاعدة بيانات الفيلم (الإنجليزية)